# 14795 Syoyou
14795 Syoyou eller 1977 EE7 är en asteroid i huvudbältet som upptäcktes den 12 mars 1977 av de båda japanska astronomerna Hiroki Kōsai och Kiichirō Furukawa vid Kiso-observatoriet i Japan. Den är uppkallad efter Tubouchi Syoyou.
Asteroiden har en diameter på ungefär 10 kilometer.